# Нерюнгринский район

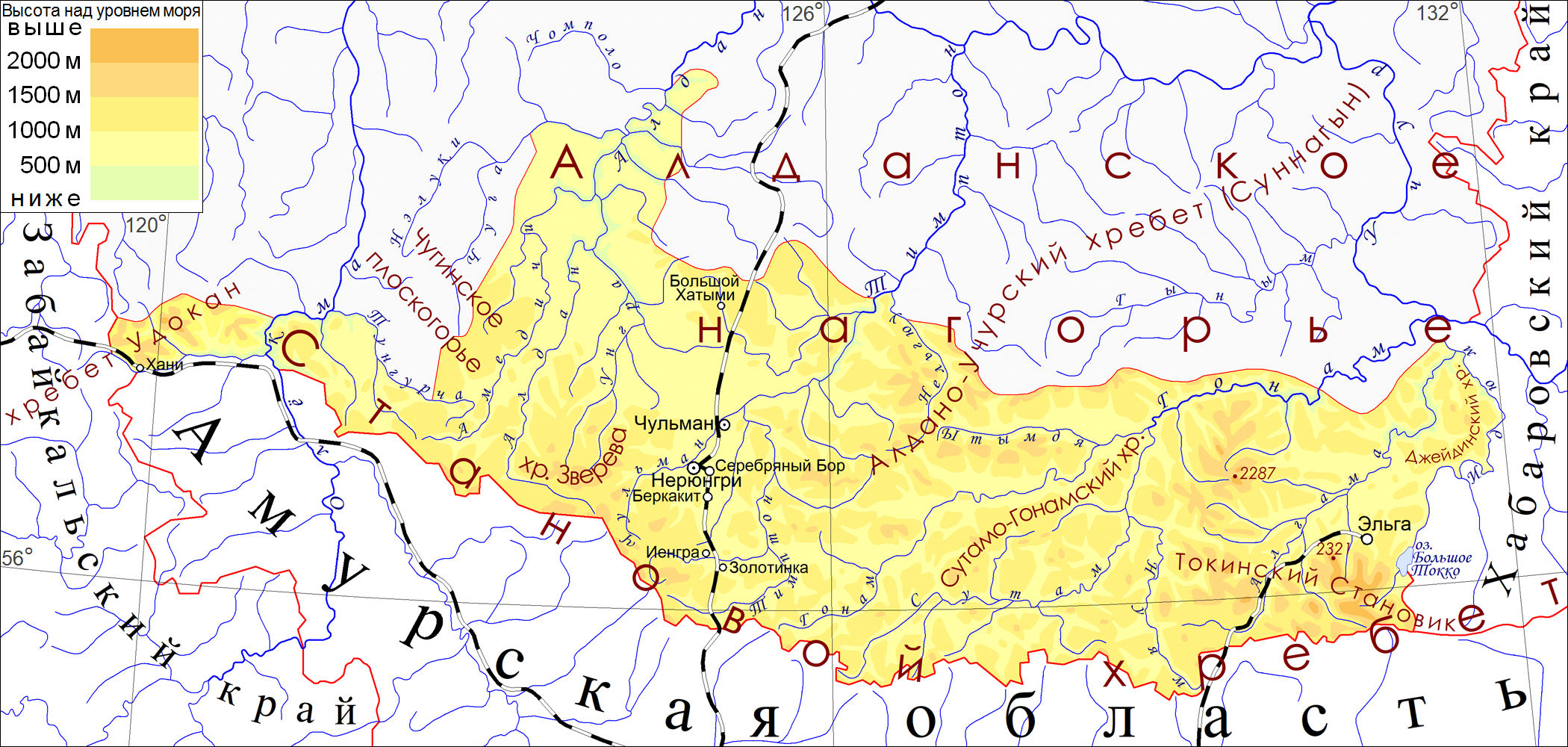
Физическая карта Нерюнгринского района

Нерюнгри́нский улус (район) (эвенк. Нерунӈа дуннэн якут. Нүөрүҥгүрү улууhа) — административно-территориальная единица (улус или район) и муниципальное образование (муниципальный район) в Республике Саха (Якутия) Российской Федерации.
Административный центр — город Нерюнгри.

## История
Нерюнгринский район возник в 1976 году, после образования в ноябре 1975 года промышленного центра Нерюнгри. В 1977 году к посёлку Беркакит в 15 километрах от города была проведена железнодорожная ветка Тында-Беркакит. Тогда же в районе появилась сеть ГРЭС (Чульманская ГРЭС, СБГРЭС, Нерюнгринская ГРЭС), которая долгое время была энергетическим центром всего Дальнего Востока. Началась разработка угольных месторождений и месторождений золота, продолжающаяся и по сей день и являющаяся основой экономики Нерюнгинского района. В 1980—1990 годах была проложена железная дорога до самого Нерюнгри и дальше, до Алданского района (г. Томмот).
В 2008 году Нерюнгринский муниципальный район образован вновь. В его состав вошли г. Нерюнгри и подчинённые его администрации населённые пункты, однако код ОКАТО не присвоен, код ОКТМО 98660000.

## География
Площадь района — 98,9 тыс. км². Нерюнгринский район занимает исключительно выгодное географическое положение, располагаясь близко к Байкало-Амурской магистрали. По территории района проходят федеральная автомобильная дорога А-260 «Лена», протяжённостью 1232 км, а также железная дорога Беркакит — Томмот — Якутск.

## Население
| 1979    | 1989     | 2002    | 2009    | 2010    | 2011    | 2012    | 2013    | 2014    |
| ------- | -------- | ------- | ------- | ------- | ------- | ------- | ------- | ------- |
| 55 802  | ↗117 358 | ↘89 796 | ↘86 063 | ↘82 766 | ↘82 588 | ↘81 199 | ↘80 283 | ↘78 495 |
| 2015    | 2016     | 2017    | 2018    | 2019    | 2020    | 2021    | 2022    | 2023    |
| ↘77 128 | ↘75 973  | ↘74 986 | ↘73 987 | ↘73 404 | ↗73 920 | ↘68 790 | ↘68 705 | ↗69 032 |

### Урбанизация
В городских условиях (город Нерюнгри, пгт Беркакит, Золотинка, Нагорный, Серебряный Бор, Хани и Чульман) проживают 98.17 % населения района.

## Муниципально-территориальное устройство
Нерюнгринский район (улус), в рамках организации местного самоуправления, включает 7 муниципальных образований, в том числе 6 городских поселений и 1 сельское поселение (наслег), а также 1 межселенную территорию без статуса муниципального образования:
| №        | Муниципальное образование                   | Административный центр | Количество населённых пунктов | Население (чел.) | Площадь (км²) |
| -------- | ------------------------------------------- | ---------------------- | ----------------------------- | ---------------- | ------------- |
| 1        | город Нерюнгри                              | город Нерюнгри         | 1                             | ↗53 526          | 36,76         |
| 2        | посёлок Беркакит                            | пгт Беркакит           | 1                             | ↗3641            | 7,19          |
| 3        | посёлок Золотинка                           | пгт Золотинка          | 2                             | ↗585             | 1,90          |
| 4        | посёлок Серебряный Бор                      | пгт Серебряный Бор     | 1                             | ↘1949            | 6,53          |
| 5        | посёлок Хани                                | пгт Хани               | 1                             | ↘641             | 2,01          |
| 6        | посёлок Чульман                             | пгт Чульман            | 2                             | ↗7646            | 12,85         |
| 7        | Иенгринский эвенкийский национальный наслег | село Иенгра            | 1                             | ↘1044            | 1,91          |
| 7.000001 | межселенная территория                      |                        | 0                             | 0                |               |

Единственный наслег в районе имеет статус национального.

### Населённые пункты
В Нерюнгринском районе 8 населённых пунктов.
| № | Населённый пункт | Тип   | Население | Муниципальное образование                   |
| - | ---------------- | ----- | --------- | ------------------------------------------- |
| 1 | Беркакит         | пгт   | ↗3641     | посёлок Беркакит                            |
| 2 | Большой Хатыми   | село  | ↘218      | посёлок Чульман                             |
| 3 | Золотинка        | пгт   | ↗585      | посёлок Золотинка                           |
| 4 | Иенгра           | село  | ↘1044     | Иенгринский эвенкийский национальный наслег |
| 5 | Нерюнгри         | город | ↗53 526   | город Нерюнгри                              |
| 6 | Серебряный Бор   | пгт   | ↘1949     | посёлок Серебряный Бор                      |
| 7 | Хани             | пгт   | ↘641      | посёлок Хани                                |
| 8 | Чульман          | пгт   | ↗7428     | посёлок Чульман                             |

Упразднённые населённые пункты:
- 1998 год — поселки Угольный, административно подчиненный п. Чульман; Десовский, Перекатный, Суон-Тит, Таежный Хатыминского наслега[26].

- 2019 год — посёлок Нагорный[27].

## Политика
Законодательную власть на территории Нерюнгринского района осуществляет Нерюнгринский районный Совет депутатов.

## Гимн Нерюнгринского района
Слова и музыка Евгения Крюкова

Принят в 2014 г.

Все дороги ведут в Нерюнгринский район,

По отрогам хребта Станового.

Даже к Чульману сопки пришли на поклон,

К берегам из песка золотого.

Всё в Якутии есть и родная земля

Сохранила на многие годы 

Красоту чароита, запасы угля,

И другие богатства природы. 

Припев:

На проспектах горят ярче звёзд фонари,

Это сердце района, родной Нерюнгри.

Дружба наших народов крепка, как гранит! 

Нерюнгринский район добрый ангел хранит!

По заветам отцов, залы новых дворцов,

Стадионы построим и школы. 

Всё на благо детей, всё для юных творцов

Полюбившим душой край суровый.

Нерюнгринский район, мы, гордимся тобой -

Наша вера, надежда и сила!

Здесь отеческий кров, ставший нашей судьбой

И тобою гордится Россия!

## Экономика
Один из наиболее промышленно развитых районов Якутии и всего Дальнего Востока. Основу экономики Нерюнгринского района составляют отрасли промышленности, специализирующиеся на добыче угля, золота, выработке электроэнергии. Общие балансовые запасы Южно-Якутского угольного бассейна оцениваются в 57,5 млрд тонн с преобладанием углей коксующихся и энергетических марок, пригодных для металлургии и энергетики.
Кроме того, территория Нерюнгринского района богата запасами полезных ископаемых. Разведаны и оценены запасы железной руды, апатита, мрамора, горного хрусталя. Экономически активное население Нерюнгринского района составляет 53 тысячи человек. Подавляющее большинство жителей занято в промышленной сфере. Хорошо развито малое предпринимательство. Малый бизнес в Нерюнгринском районе представлен строительной, перерабатывающей, автомобильной отраслями, торговлей и бытовыми услугами. По обороту розничной торговли район занимает первое место в республике.

## Культура и спорт
Больше внимание уделяется в Нерюнгринском районе культурно-нравственному аспекту. В городе Нерюнгри расположен республиканский Театр актёра и куклы, Центр культуры и духовности им. А. С. Пушкина, СОК «Шахтёр» с уникальным, не имеющим аналогов в Дальневосточном регионе крытым футбольным стадионом на 3000 посадочных мест. Действует более 30 спортивных секций и более 100 творческих коллективов и объединений, в которых занимаются дети и взрослые. Нерюнгринский футзальный клуб «Концентрат» неоднократно становился чемпионом России по футзалу.

## СМИ
Довольно насыщено информационное пространство Нерюнгринского района: выходят в свет 4 еженедельных общественно-массовых печатных издания, 2 рекламно-информационных журнала, 2 рекламных таблоида, создан Нерюнгринский филиал НВК «Саха», информационная телепрограмма «Вести Нерюнгринский район», работают 3 радиостанции, выделено время для местного вещания на 4 федеральных телеканалах.